# Trifenilmetan
Trifenilmetanul este un compus organic, o hidrocarbură cu formula chimică (C6H5)3CH. Este un solid incolor, solubil în solvenți organici nepolari. Este structura de bază a derivaților de triarilmetan, care sunt utilizați ca vopsele și pigmenți, indicatori de pH și unii chiar prezintă fluorescență. Grupa derivată de la trifenilmetan, Ph3C, se numește tritil.

## Obținere
Trifenilmetanul a fost sintetizat pentru prima dată în anul 1872 de către chimistul german August Kekulé și belgianul Antoine Paul Nicolas Franchimont (1844–1919), în urma reacției la încălzire dintre difenilmercur (Hg(C6H5)2, Quecksilberdiphenyl) și clorobenzal (C6H5CHCl2, Benzylenchlorid).
O altă metodă de sinteză presupune o reacție Friedel-Crafts a benzenului cu cloroform, care se face cu catalizator clorură de aluminiu:
{\displaystyle {\ce {3 C6H6 + CHCl3 -> Ph3CH + 3 HCl}}}
O metodă alternativă presupune reacționarea benzenului cu tetraclorură de carbon cu același catalizator, când se obține un aduct între clorura de tritil și clorura de aluminiu, care se hidrolizează cu acid diluat:
{\displaystyle {\ce {3C6H6 + CCl4 + AlCl3 -> Ph3CCl*AlCl3}}}
{\displaystyle {\ce {Ph3CCl*AlCl3 + HCl -> Ph3CH}}}
Sinteza de la clorura de benziliden (clorobenzal) se poate face, de exemplu, după ce aceasta este preparată din benzaldehidă și pentaclorură de fosfor.

## Proprietăți chimice
pKa-ul atomului de hidrogen legat de atomul central de carbon are valoarea 33,3, ceea ce induce un caracter acid mult mai pronunțat decât alte hidrocarburi. De asemenea, sarcina este delocalizată de-a lungul celor trei resturi arilice.
Anionul tritil este roșu. Sarea sa sodică se poate prepara în urma reacției dintre clorura de tritil și ionii de sodiu:
{\displaystyle {\ce {(C6H5)3CCl + 2 Na -> (C6H5)3CNa + NaCl}}}
Tritilsodiul era utilizat ca agent nucleofil bazic, dar în prezent se preferă N-butillitiu.

## Derivați
Derivații de trifenilmetan sunt utilizați ca vopsele și sunt produși la la nivel industrial. Câteva exemple sunt: verdele de bromcrezol și verdele de malachit. Exemplele sunt numeroase:

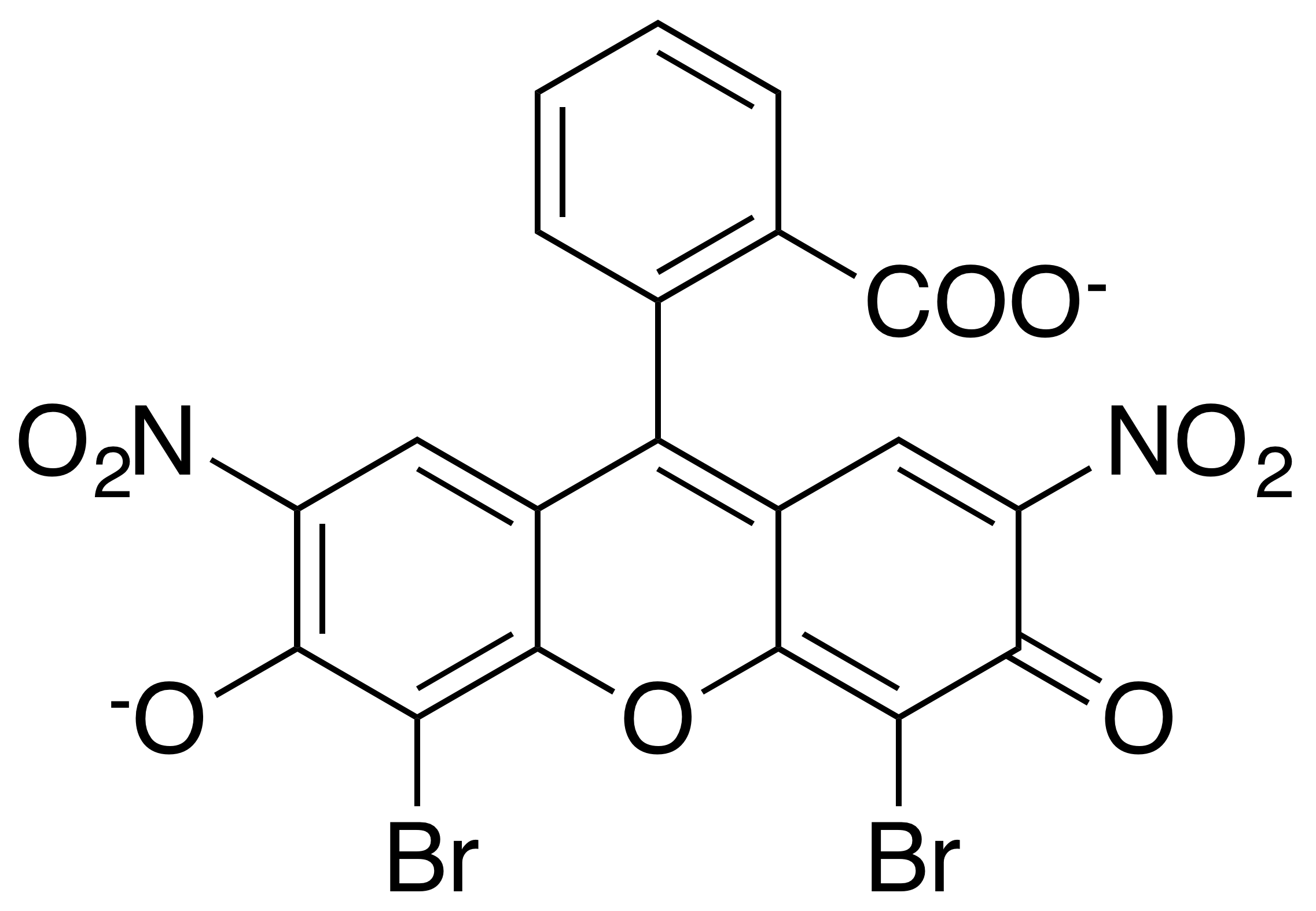
Eozină B
Verde de bromocrezol
Verde malachit
Fenolftaleină
Fluoresceină